# Планшеїт
Планшеїт — гідратований мінерал з класу силікатів з формулою Cu8Si8O22(OH)4•(H2O). За структурою та зовнішнім виглядом він тісно пов'язаний з шаттуккітом, і ці мінерали часто плутають.

## Структура
Планшеїт — це силікат ланцюжкової будови (іносилікат), з подвійними ланцюгами тетраедрів кремнію паралельно до C-осі кристала. Він проявляється у вигляді розгалужень гольчастих або волокнистих радіальних кластерів з волокнами, що розширюються паралельно ланцюгам, тобто вздовж C-осі кристала; планшеїт також може утворювати крихітні пластинчасті кристали. Це член орторомбічного класу кристалів m m m (2/m 2/m 2/m), який є найбільш симетричним класом в орторомбічній системі.

## Властивості
Зазвичай блідо-бірюзово-блакитний, з блідо-блакитною рисою і схильним до шовковистого блиску. Важкий (питома вага 3,6 — 3,8), з твердістю 5,5 — 6 (близько до польового шпата). Оптично двоосний (+), з показником заломлення між 1,64 та 1,74, плеохроїчний.

## Генезис
Планшеїт є вторинним мінералом, який утворюється в зоні окислення мідних родовищ, асоційований з іншими мінералами міді: хризоколою, діоптазом, малахітом, коніхальцітом і теноритом. Виявлений разом з первинним малахітом у копальні «Мілпіллас» (Milpillas Mine) в Мексиці. Типовою місцевістю знаходження є копальня «Санда» (Sanda Mine) (Міндулі, Пул, Республіка Конго).